# Carlo Bo
Carlo Bo (Sestri Levante, 25 gennaio 1911 – Genova, 21 luglio 2001) è stato un ispanista, francesista, critico letterario e politico italiano.
Considerato il maggiore studioso ispanista e francesista del Novecento in Italia, Carlo Bo fondò la Scuola per interpreti e traduttori nel 1951 e la IULM nel 1968, che oggi hanno sede principale a Milano. Nel 1984 riceve la nomina di Senatore a vita dal Presidente della Repubblica Pertini per alti meriti culturali. A lui è intitolata l'Università degli Studi di Urbino "Carlo Bo".

## Biografia
Compì gli studi superiori presso i gesuiti dell'istituto Arecco di Genova dove ebbe come professore di greco Camillo Sbarbaro. Si laureò in Lettere moderne presso l'Università degli Studi di Firenze (dove fu iscritto ai GUF, e vinse anche un Littoriale della cultura e dell'arte).  In seguito iniziò la carriera universitaria insegnando letteratura francese e spagnola alla Facoltà di Magistero dell'Università di Urbino (a partire dal 1938). A Firenze nei primi anni Trenta conobbe Giovanni Papini e gli intellettuali della rivista Il Frontespizio alla quale collaborò attivamente. Durante la guerra si rifugiò a Sestri Levante, poi a Rivanazzano, vicino a Voghera, infine a Valbrona, nelle vicinanze del lago di Como. Finita la guerra si stabilì a Milano con Marise Ferro (1907-1991), precedentemente sposata con Guido Piovene. Si sposeranno nel 1963.
Dal 1947 al 2001, ininterrottamente per 53 anni, fu rettore dell'Università di Urbino, poi intitolata al suo nome nel 2003. Nel 1951 fondò la Scuola per interpreti e traduttori di Milano, che poi aprirà sedi in tutta Italia. Dal 1959 fu cittadino onorario di Urbino. Dal 1972 fu presidente della giuria del premio Letterario Basilicata. Iscritto alla Democrazia Cristiana, nel 1984 fu nominato senatore a vita dal presidente della Repubblica in carica all'epoca, Sandro Pertini. Collaborò per molti anni al Corriere della Sera e al settimanale Gente. Fu insignito dell'Ordine della Minerva dall'Università degli Studi "Gabriele d'Annunzio". Nel 1996 l'Università degli Studi di Verona gli conferì la laurea honoris causa in lingue e letterature straniere. Nel maggio del 1999 il comune di Favara (AG) gli dedicò una via mentre era ancora vivo: la clamorosa gaffe venne però ben accolta da Bo, che non perse la sua proverbiale ironia. Nel 2000, istituì la Fondazione Carlo e Marise Bo per la Letteratura Europea Moderna e Contemporanea, che ha come scopo principale la conservazione della sua biblioteca personale di oltre 100.000 unità bibliografiche, probabilmente la più ampia in Italia. Nel 2001, Sestri Levante gli conferì la cittadinanza onoraria. Lo stesso anno, in seguito a una caduta sulle scale avvenuta nella sua casa di Sestri, venne ricoverato all'ospedale di Genova, dove morì. È sepolto nel cimitero di Sestri.

## Controversie
È considerato tra i principali responsabili della bocciatura concorsuale di Giacomo Debenedetti, uno dei più noti "scandali" della storia dell'accademia italiana.

## Opere
- Jacques Rivière, Collana I compagni di Ulisse, Morcelliana, Brescia, 1935
- Delle immagini giovanili di Sainte-Beuve, Collezione di Letteratura: Saggi e memorie, Fratelli Parenti Editori, Firenze, 1938
- Letteratura come vita (1938, pubblicato su Il Frontespizio)
- Otto studi, Vallecchi, Firenze, 1939
- Saggi di letteratura francese, Morcelliana, Brescia, 1940
- La poesia con Juan Ramon, Edizioni di Rivoluzione, Firenze, 1941
- Bontempelli, Guide di Cultura contemporanea, CEDAM, Padova, 1943
- Bilancio del Surrealismo, Guide di Cultura contemporanea, CEDAM, Padova, 1944
- Mallarmé, Collana Il pensiero. Critica-Storia-Filosofia, Rosa e Ballo Editori, Milano, 1945
- In margine a un vecchio libro, Bompiani, Milano, 1945
- Diario aperto e chiuso 1932-1944, Edizioni di Uomo, Milano, 1945; ristampa anastatica del 1945, Quattroventi, Urbino, 2012
- Saggi per una Letteratura. Con una lunga appendice, Morcelliana, Brescia, 1946
- Nuovi Studi. Prima Serie, Vallecchi Editore, Firenze, 1946
- Carte Spagnole, Collana "Misure" n.3 diretta da Carlo Bo, Marzocco Editore, Firenze, 1948
- Madame Bovary, Collana La Gazzella, Fussi Editore, Firenze, 1948
- Inchiesta sul Neorealismo, a cura di Carlo Bo, Collana Quaderni della Radio, Edizioni Radio Italiana, Torino, 1951
- Nuova Poesia Francese, cura introduzione di Carlo Bo, Collezione Fenice n.16, Guanda, Parma, 1952 - II ed. accresciuta, 1955
- Della Lettura e altri saggi, Vallecchi Editore, Firenze, 1953
- Riflessioni Critiche, Collana Biblioteca di Paragone n.11, Sansoni, Firenze, 1953
- Il Surrealismo, a cura di Carlo Bo, Collana Etichette del nostro tempo. Saggi, Edizioni della Radio Italiana, Torino, 1953
- Scandalo della Speranza, Vallecchi, Firenze, 1957
- Realtà e Poesia di Corrado Alvaro, Editoriale di Cultura e Documentazione, 1958
- Siamo ancora cristiani?, Collana La Cultura e il tempo, Vallecchi, Firenze, 1964
- L'eredità di Leopardi e altri saggi, Collana Opere di Carlo Bo vol.I, Vallecchi Editore, Firenze, 1964
- Da Voltaire a Drieu La Rochelle, Goliardica, Milano, 1965
- Due testimonianze di letteratura contemporanea, da LETTERE ITALIANE, Leo S. Olschki Editore, Firenze, 1966
- La Crisi del Romanzo Francese nel Novecento, a cura di Carlo Bo, Cisalpino-Goliardica, Milano, 1967
- Io, Papini. Antologia a cura di Carlo Bo, Vallecchi, Firenze, 1967
- La religione di Serra. Saggi e note di lettura, Collana Opere di Carlo Bo vol.II, Vallecchi, Firenze, 1967
- Altre riflessioni critiche, Istituto statale d'Arte, Urbino, 1973
- Discorsi Rettorali, Arnaldo Argalia Editore, Urbino, 1973 (comprende il carteggio Macri-Quasimodo a cura di Anna Dolfi)
- Agli amici di Urbino, Istituto statale d'Arte, Urbino, 1974
- Aspettando il vento, Collana Il margine, Edizioni L'Astrogallo, Ancona, 1976
- Interventi sulla narrativa contemporanea. 1973-1975, Matteo Editore, Treviso, 1976
- Don Mazzolari e altri preti, a cura di Rienzo Colla e Gastone mosci, La Locusta, Vicenza, 1979 - II ed. 1980
- Lo stile di Maritain, a cura di Giancarlo Galeazzi, La Locusta, Vicenza, 1981
- Se tornasse San Francesco, Il nuovo Leopardi, Urbino, 1982; La Locusta, Vicenza, 2001; Collana Etcetera, Castelvecchi Editore, Roma, 2013
- A casa del Duca, Il nuovo Leopardi, Urbino, 1982
- "Il Palazzo Ducale di Urbino" Novara Istituto Geografico De Agostini 1982
- Raffaello, bellezza e verità, Il nuovo Leopardi, Urbino, 1983
- Tommaso Landolfi, Collana Grandi Scrittori Italiani n.10, Edizioni del Noce, Camposanpiero-Padova, 1983
- Sulle tracce del Dio nascosto, a cura di Marco Beck, Uomini e Religioni, Collana Oscar, Mondadori, Milano, 1984
- Solitudine e carità, a cura di Gastone Mosci, Collana Pensieri & Piaceri, Camunia, Brescia, 1985
- Della Lettura, Quaderni di differenze, Quattroventi, Urbino, 1987
- Aldo Moro. Delitto d'abbandono, Collana il nuovo Leopardi n.25, Quattroventi, Urbino, 1988
- Filippo Alto e la gloria della natura, 1989, edizione privata
- Manzoni. La verità degli umili, Montefeltro, 1990
- Preghiera e Poesia, Centro studi don Giuseppe Riganelli, Quattroventi, Urbino, 1992
- Carlo Bo. Giovanni Testori. L'urlo, la bestemmia e il canto dell'amore umile, A cura di Gilberto Santini, Longanesi, Milano,
- Letteratura come Vita. Antologia Critica. A cura di Sergio Pautasso, Prefazione di Jean Starobinski, Testimonianza di Giancarlo Vigorelli, Collana Scala Italiani, Rizzoli, Milano, I ed. ottobre 1994 ISBN 88-17-66090-6
- Intorno a Serra. Saggi raccolti, annotati e presentati da Vincenzo Gueglio, Collana Le melusine, Greco e Greco, 1998
- Carlo Bo - Giuseppe De Luca. Carteggio 1932-1961, a cura di M. Bruscia, Edizioni di Storia e Letteratura, 1999
- Città dell'anima. Scritti sulle Marche e i marchigiani. 1937-2000, a cura di Ursula Vogt, con un saggio di Mario Luzi, introd. di Livio Sechirollo, Banca delle Marche, 2000
- Otto studi (riedizione), prefazione di Sergio Pautasso, Genova, Edizioni San Marco dei Giustiniani, 2000.
- L'assenza, la Poesia, Collana Letture di pensiero e d'arte.Reprints n.1, Storia e Letteratura, 2002
- Edoardo Tiboni (a cura di), Contributi agli studi in Abruzzo su D'Annunzio, Flaiano, Silone / scritti di Carlo Bo, Geno Pampaloni, Edoardo Tiboni, Pescara, Ediars, 2001, SBN TER0001697.
- Carlo Bo. Scritti su Mario Luzi, a cura di Stefano Verdino, Genova, Edizioni San Marco dei Giustiniani, 2004.
- Leggere Lalla Romano, Collana Biblioteca letteraria dell'Italia unita n.1, Interlinea, 2006.
- L'altra Chiesa. A cinquant'anni dal Concilio Vaticano II, testi di Andrea Riccardi, Giancarlo Zizola, Luigi Barzini, Carlo Bo, Jean Daniélou, Marco Nozza, Milano, RCS Periodici, 2012, SBN UBO4016896.
- Gian Antonio Manzi, Lettere a Carlo Bo e scritti di letteratura, con due scritti di Carlo Bo e di Vittorio Sereni, a cura di Matteo M. Vecchio, Firenze, Le Cáriti, 2015.

## Traduzioni
- Jacques Maritain, San Tommaso d'Aquino, Cantagalli, Siena, 1937
- Ricardo Güiraldes, Don Segundo Sombra, Guanda, Parma, 1940
- Federico García Lorca, Poesie, Parma, 1940
- Juan Ramon Jiménez, Platero, Vallecchi, Firenze, 1943
- Ángel Ganivet, Le fatiche dell'infaticabile Pio Cid, Rosa e Ballo Editori, Milano, 1944
- José Ortega y Gasset, Azorìn, CEDAM, Padova, 1944
- Federico García Lorca, Yerma, Rosa e Ballo Editori, Milano, 1945
- Miguel de Unamuno, Essenza della Spagna, Antonioli, Milano, 1945
- Miguel de Unamuno, L'agonia del Cristianesimo, Edizioni di Uomo, Milano, 1946
- Rómulo Gallegos, Donna Barbara, Ultra, Milano, 1946
- Ángel Ganivet, Idearium spagnolo, Muggiani, Milano, 1946
- Miguel de Unamuno, Antologia poetica, Fussi Editore, Firenze, 1949
- Jorge Icaza, I meticci, Collana I Coralli n.43, Einaudi, Torino, 1949; Collana Biblioteca Contemporanea n.26, Mondadori, Milano, 1955
- Georges Bernanos, Il Signor Ouine, Collana La Medusa n.226, Mondadori, Milano, 1949
- Federico García Lorca, Prose, Vallecchi, Firenze, 1954
- Federico García Lorca, Poesie, Garzanti, Milano, 1979

## Antologie
- Lirici del Cinquecento, a cura di Mario Apollonio, Collana I Classici, Garzanti, Milano, 1941
- Lirici spagnoli, Edizioni di Corrente, Milano, 1941
- Narratori spagnoli, Bompiani, Milano, 1941
- Niccolò Tommaseo. Due baci e altri racconti, Bompiani, Milano, 1943
- Antologia del Surrealismo, Edizioni di Uomo, Milano, 1944
- C.A. Sainte-Beuve. Teoria e Critica, volume I(il solo pubblicato), Bompiani, Milano, 1947
- Antologia dei poeti negri, Fratelli Parenti, Firenze, 1954
- Anatole France. Il meglio, Longanesi, Milano, 1959
- Luigi Gualdo. Romanzi e Novelle, Collana I Classici Italiani, Sansoni, Firenze, 1959
- José Ortega y Gasset. Lo spettatore Bompiani, Milano, 1949-1960 (2 volumi)
- Echi di Genova negli scritti di autori stranieri, Edizioni Radio Italiana, Torino, 1966
- Gustave Flaubert. I Capolavori, Mursia, Milano, 1967
- Jean Pierre Richard. La creazione della forma, Rizzoli, Milano, 1969
- Carlo Betocchi. Poesie scelte, Collana Oscar, Mondadori, Milano, 1978
- Enrico Emanuelli. Ancora la vita. Racconti 1928-1966, De Agostini, Novara, 1988

## Nella cultura di massa
- Franco Fortini in L'ospite ingrato gli dedicò un epigramma: Carlo Bo./No, dove Carlo Bo è il titolo e il monosillabo "no" costituisce il testo: è la più breve poesia italiana che sia stata concepita fino ad ora.